# Campionato mondiale di hockey su ghiaccio femminile 2014
Il Campionato mondiale di hockey su ghiaccio femminile fu disputato per la prima volta durante un anno olimpico. La International Ice Hockey Federation ha stabilito infatti come il miglior modo per sviluppare e rendere più competitivo il movimento femminile nelle nazioni non partecipanti ai Giochi olimpici fosse quello di disputare un torneo mondiale ogni anno. Non si disputò il mondiale di Gruppo A; inizialmente la IIHF aveva stabilito che l'ultima squadra classificata nel torneo olimpico sarebbe stata retrocessa e rimpiazzata dalla vincitrice della Prima Divisione - Gruppo A. Alla fine dopo alcune discussioni si decise di far disputare alle due nazionali uno spareggio al meglio delle tre gare per determinare il gruppo d'appartenenza l'anno successivo.

## Campionato di gruppo A

### Partecipanti
Al torneo prendono parte 8 squadre:
| 5 dall'Europa     | Finlandia | Germania    |
| 5 dall'Europa     | Russia    | Svezia      |
| 5 dall'Europa     | Svizzera  |             |
| 2 dal Nordamerica | Canada    | Stati Uniti |
| 1 dall'Asia       | Giappone  |             |

## Spareggio
Lo spareggio valido per un posto nel mondiale di Gruppo A del 2015 fu disputato al meglio delle tre gare fra l'ultima classificata al torneo olimpico e la nazionale vincitrice della Prima Divisione. Le partite si sono giocate a Yokohama, in Giappone, l'8, il 9 e l'11 novembre 2014.
| Squadra 1 | Totale | Squadra 2 | Gara 1 | Gara 2 | Gara 3 |
| --------- | ------ | --------- | ------ | ------ | ------ |
| Giappone  | 2 - 1  | Rep. Ceca | 2 - 0  | 0 - 2  | 2 - 1  |

## Prima Divisione
Il Campionato di Prima Divisione si è svolto in due gironi all'italiana. Il Gruppo A ha giocato a Přerov, in Repubblica Ceca, dal 6 al 12 aprile 2014. Il Gruppo B si è disputato a Ventspils, in Lettonia, dal 6 al 12 aprile 2014.

### Gruppo A
| Pos. |            | PG | V | VOT | POT | P | GF | GS | DR  | Pt |
| 1.   | Rep. Ceca  | 5  | 5 | 0   | 0   | 0 | 15 | 3  | +12 | 15 |
| 2.   | Norvegia   | 5  | 3 | 0   | 0   | 2 | 17 | 12 | +5  | 9  |
| 3.   | Danimarca  | 5  | 2 | 1   | 0   | 2 | 17 | 18 | -1  | 8  |
| 4.   | Francia    | 5  | 2 | 0   | 0   | 3 | 12 | 15 | -3  | 6  |
| 5.   | Austria    | 5  | 1 | 1   | 1   | 2 | 16 | 19 | -3  | 6  |
| 6.   | Slovacchia | 5  | 0 | 0   | 1   | 4 | 11 | 21 | -10 | 1  |

| Spareggio per il Gruppo A:                | Rep. Ceca  |
| Retrocessa in Prima Divisione - Gruppo B: | Slovacchia |

### Gruppo B
| Pos. |                | PG | V | VOT | POT | P | GF | GS | DR  | Pt |
| 1.   | Lettonia       | 5  | 5 | 0   | 0   | 0 | 17 | 3  | +14 | 15 |
| 2.   | Cina           | 5  | 3 | 0   | 0   | 2 | 10 | 15 | -5  | 9  |
| 3.   | Ungheria       | 5  | 2 | 1   | 0   | 2 | 13 | 13 | 0   | 8  |
| 4.   | Paesi Bassi    | 5  | 2 | 1   | 0   | 2 | 16 | 10 | +6  | 8  |
| 5.   | Corea del Nord | 5  | 1 | 0   | 0   | 4 | 10 | 17 | -7  | 3  |
| 6.   | Kazakistan     | 5  | 0 | 0   | 2   | 3 | 5  | 13 | -8  | 2  |

| Promossa in Prima Divisione - Gruppo A:     | Lettonia   |
| Retrocessa in Seconda Divisione - Gruppo A: | Kazakistan |

## Seconda Divisione
Il Campionato di Seconda Divisione si è svolto in due gironi all'italiana. Il Gruppo A ha giocato ad Asiago, in Italia, dal 6 al 12 aprile 2014. Il Gruppo B si è svolto a Reykjavík, in Islanda, dal 24 al 30 marzo 2014. Il girone di qualificazione al Gruppo B si è disputato invece a Città del Messico, in Messico, dal 19 al 22 marzo 2014.

### Gruppo A
| Pos. |               | PG | V | VOT | POT | P | GF | GS | DR  | Pt |
| 1.   | Italia        | 5  | 4 | 1   | 0   | 0 | 20 | 5  | +15 | 14 |
| 2.   | Regno Unito   | 5  | 3 | 0   | 1   | 1 | 12 | 8  | +4  | 10 |
| 3.   | Corea del Sud | 5  | 1 | 2   | 0   | 2 | 9  | 10 | -1  | 7  |
| 4.   | Polonia       | 5  | 2 | 0   | 1   | 2 | 18 | 18 | 0   | 7  |
| 4.   | Nuova Zelanda | 5  | 1 | 0   | 1   | 3 | 7  | 15 | -8  | 4  |
| 6.   | Australia     | 5  | 0 | 0   | 0   | 2 | 4  | 12 | -8  | 0  |

| Promossa in Prima Divisione - Gruppo B:     | Italia    |
| Retrocessa in Seconda Divisione - Gruppo B: | Australia |

### Gruppo B
| Pos. |          | PG | V | VOT | POT | P | GF | GS | DR  | Pt |
| 1.   | Croazia  | 5  | 5 | 0   | 0   | 0 | 26 | 8  | +18 | 15 |
| 2.   | Slovenia | 5  | 4 | 0   | 0   | 1 | 24 | 9  | +15 | 12 |
| 3.   | Spagna   | 5  | 3 | 0   | 0   | 2 | 22 | 15 | +7  | 9  |
| 4.   | Islanda  | 5  | 2 | 0   | 0   | 3 | 8  | 14 | -6  | 6  |
| 5.   | Belgio   | 5  | 0 | 1   | 0   | 4 | 3  | 21 | -18 | 2  |
| 6.   | Turchia  | 5  | 0 | 0   | 1   | 4 | 8  | 24 | -16 | 1  |

| Promossa in Seconda Divisione - Gruppo A: | Croazia |
| Retrocessa nel Gruppo di qualificazione:  | Turchia |

### Qualificazione al Gruppo B
| Pos. |           | PG | V | VOT | POT | P | GF | GS | DR  | Pt |
| 1.   | Messico   | 3  | 3 | 0   | 0   | 0 | 18 | 2  | +16 | 9  |
| 2.   | Sudafrica | 3  | 1 | 1   | 0   | 1 | 7  | 8  | -1  | 5  |
| 3.   | Bulgaria  | 3  | 1 | 0   | 1   | 1 | 7  | 16 | -9  | 4  |
| 4.   | Hong Kong | 3  | 0 | 0   | 0   | 3 | 4  | 10 | -6  | 0  |

| Promossa in Seconda Divisione - Gruppo B: | Messico |